# Christoph Hendrik Diederik Buys Ballot
Christoph Hendrik Diederik Buys Ballot (Kloetinge, Municipio de Goes, provincia de Zelanda, Países Bajos, 10 de octubre de 1817- Utrecht, 3 de febrero de 1890) fue un científico, meteorólogo y almirante neerlandés.

## Biografía
En 1854 fue nombrado director del Real Instituto Meteorológico Holandés en Utrecht. Como profesor de física estableció, en 1860, sus leyes de Buys-Ballot, las cuales siguen siendo de gran importancia para el servicio marítimo de meteorología. También demostró de manera ingeniosa el efecto Doppler mediante trompetistas montados en trenes en marcha.

## Reconocimientos
- El Instituto Nacional de las Ciencias de Holanda entrega una vez cada diez años la Medalla Buys-Ballot en honor a investigaciones sobresalientes en el campo de la meteorología.
- En 1970 se decidió en su honor llamarle «Buys-Ballot» a un cráter lunar.[3]
- El asteroide (10961) Buysballot lleva este nombre en su memoria.[4]

## Algunas publicaciones
- Repertorium corpum organicorum. Utrecht 1846
- Tabulae Repertoriae Chemicae. Schets eener Physiologie van het onbewerktuigde ryk der natuur. Utrecht 1849
- Gronden eener wiskundige plaatsbepaling op den hemel en aardbol. 1849
- Les changements periodiques de temperature dependants de la nature du soleil et de la lune etc. dedits d’observations neerlandaises de 1729-1846. Utrecht 1847
- Uitkomsten der meteorologische waarnemingen gedaan in 1849 en 1850 te Utrecht en op eenige andere plaatsen in Nederland. Utrecht 1851.
- Uitkomsten van wetenschap en ervaring aangaande winden en zeestroomingen in somminge gedeelten van den Oceaan etc.. Utrecht 1853
- Akustische Versuche aud d. Niederländischen Eisenbahn zur Prüfung der Doppler’schen Theorie. In: Poggendorfs Annalen. LXVI. 1845
- Abhängigkeit der Krystallform der Minerale von ihren Atomen. In: Poggendorfs Annalen. LXVII, 1846
- Einfluss der Rotation der Sonne auf die Temperatur unserer Atmosphäre. In Poggendorfs Annalen. LXVIII, 1846
- Wärmewirkung des Mondes. In: Poggendorfs Annalen. LXX, 1847
- Bestätigung der Rotationszeit der Sonne. In: Poggendorffs Annalen. LXXXIV, 1851
- Graphische Methode zur gleichzeitigen Darstellung der Witterungserscheinungen an vielen Orten. In: Poggendorfs Annalen. Ergänzungsband IV, 1854
- De jaarlike gang van temperatur en barometerstand in Nederland. In: Allgem. Konst en Letterbode. 1853
- Begins en gronden der Meetkunde. Utrecht 1852, 1856, 1860
- Eenige regelen voor aanstaande weersveranderingen in Nederland, voornamelijk in verband met de dagelijksche telegraphische seinen Utrecht 1860
- Klimaat van Nederland. 1861 2.º. v.